# Fachhochschule Rheinland-Pfalz

Logo der ehemaligen Fachhochschule Rheinland-Pfalz

Die Fachhochschule Rheinland-Pfalz war eine Einrichtung des Landes Rheinland-Pfalz, in der die verschiedenen Fachhochschul-Standorte zu einer übergeordneten Fachhochschule zusammengefasst wurden.
Die Fachhochschule Rheinland-Pfalz wurde im Jahr 1971 gegründet und hatte zu Beginn über knapp 5000 Studierende. Die Fachhochschulen wurden als eine Chance gesehen, den Ansturm an die Universitäten umzulenken. Das Ziel, dass 40 % der Studienanfänger an Fachhochschulen beginnen, wurde nicht erreicht. Hier spielt der Rückgang der Studienanfänger in den Ingenieurwissenschaften eine Rolle. Immerhin hat Rheinland-Pfalz mit einem Anteil von 34 % Fachhochschulstudierenden eine Spitzenstellung in der Bundesrepublik Deutschland.
Am 1. September 1996 wurde die einheitliche Fachhochschule Rheinland-Pfalz in sieben selbstständige Fachhochschulen umgewandelt. Unterdessen war die Zahl der Studierenden auf über 21.000 angewachsen.
Die rheinland-pfälzischen Fachhochschulen arbeiteten in der „Zentralstelle für Fernstudien an Fachhochschulen“, sowie bei der Errichtung eines gemeinsamen Studiengangs Wirtschaftsingenieurwesen an den Fachhochschulen Trier und Kaiserslautern zusammen. 2000 wurde der „Virtuelle Campus Rheinland-Pfalz“ (VCRP) gegründet, der die Hochschulen darin unterstützen soll, ihr Lehrangebot durch die Neuen Medien zu ergänzen und die Präsenz der Hochschulen auf dem globalen Bildungsmarkt verbessern soll.

## Standorte
- Bingen am Rhein: Technische Hochschule Bingen
- Birkenfeld: Außenstandort der Hochschule Trier (Umwelt-Campus Birkenfeld)
- Höhr-Grenzhausen: Außenstandort der Hochschule Koblenz
- Idar-Oberstein: Außenstandort der Hochschule Trier
- Kaiserslautern: Hochschule Kaiserslautern
- Koblenz: Hochschule Koblenz
- Ludwigshafen am Rhein: Hochschule Ludwigshafen am Rhein
- Mainz: Fachhochschule Mainz, Katholische Hochschule Mainz
- Pirmasens: Außenstandort der Hochschule Kaiserslautern
- Remagen: Außenstandort der Hochschule Koblenz (RheinAhrCampus)
- Trier: Hochschule Trier
- Worms: Hochschule Worms
- Zweibrücken: Außenstandort der Hochschule Kaiserslautern